# Rezolucja Rady Bezpieczeństwa ONZ nr 125
Rezolucja Rady Bezpieczeństwa ONZ nr 125 została przyjęta jednomyślnie 5 września 1957 r.
Po przeanalizowaniu wniosku Federacji Malajskiej (dzisiejsza Malezja) o członkostwo w Organizacji Narodów Zjednoczonych, Rada zaleciła Zgromadzeniu Ogólnemu przyjęcie tego państwa do swojego grona.

## Źródło
- UNSCR - Resolution 125